# Jean Benoît
Jean Benoît (Québec, 27 agosto 1922 – Parigi, 20 agosto 2010) è stato un artista canadese surrealista.

## Biografia
All'età di 15 anni Jean Benoît iniziò a frequentare l'Istituto delle Belle arti di Québec. Nel 1942 si trasferì a Montréal e, sempre alle Belle Arti, seguì il corso del pittore Alfred Pellan, portavoce dell'avanguardia francese in Canada. Grazie a Pellan, dal 1943 Benoît imparò a conoscere i Manifesti del surrealismo ed il gioco dei cadaveri eccellenti.
Insieme ad altri quattordici artisti fra cui Mimi Parent, Benoît nel 1948 sottoscrisse il manifesto poetico Prisme d'yeux di Jacques de Tonnancour. Nello stesso anno sposò l'artista Mimi Parent.
Sempre nel 1948, insieme alla moglie si trasferì a Parigi, dove nel 1959 incontrò André Breton. A Parigi seguì i corsi di etnologia presso il Musée de l'Homme che accesero in lui l'interesse per le arti primitive, specialmente quelle dell'Oceania, dove si recò dal 1967 insieme a Pierre Langlois.
Alla fine del 1959 entrambi i coniugi Benoît parteciparono all'Esposizione internazionale surrealista  dedicata ad Eros, organizzata presso la galleria Cordier di Parigi. In contemporanea, ma nell'appartamento de Joyce Mansour, il 2 dicembre 1959 Jean presentò, con la complicità di Mimi Parent, la propria Exécution du testament du marquis de Sade (Esecuzione del testamento del Marchese de Sade) davanti ad un pubblico di pochi intimi, fra i quali André Breton e Roberto Matta. Benoît indossava abiti ed accessori simboleggianti Eros e Thanatos. Al termine della presentazione si applicò sul petto un ferro rovente recante le lettere SADE, imitato da Matta. Tale esibizione cementò l'appartenenza dei coniugi Benoît al gruppo surrealista.
Dei costumi utilizzati durante la rappresentazione, Alain Jouffroy scrisse: "Ogni particolare aveva una chiave simbolica. L'insieme dei dettagli si richiamava al mito, mostrando una totale fedeltà al linguaggio tradizionale dei segni". E sulla rivista Arts, che dedicò una pagina intera all'esposizione di Parigi ed una mezza pagina al cerimoniale svolto da Benoît, lo stesso Jouffroy commentò: "L'atto in sé, consistente nel marchiarsi a fuoco con le lettere di Sade, rappresenta una sfida nei confronti dell'attuale società pettegola e poco incline ai miracoli, una sfida ai conformismi, alla pigrizia, al sonno, a tutte le forme d'inerzia nella vita come nel pensiero."
Malgrado considerasse la presentazione delle proprie opere in pubblico un puro desiderio di fama e fosse quindi restio ad esporre, Jean Benoît partecipò in seguito ad altre mostre surrealiste: nel 1961 alla Surrealist Intrusion in the Enchanters' Domain di New York ed alla Mostra internazionale del surrealismo di Milano; nel 1967 a A Phala di San Paolo, nel 1968 a Le principe de plaisir di Brno.
Nel 1963 Jean Benoît si unì al Movimento Panico, fondato da Arrabal e Topor, cui prese parte il pittore e cineasta Alejandro Jodorowsky. Jean realizzò disegni di costumi per due personaggi - il necrofilo e la prima comunicanda - dell'opera teatrale di Arrabal, La communion solennelle. I disegni vennero pubblicati insieme al testo nel quarto numero della rivista La Brèche. Nel 2004 il museo nazionale delle Belle arti di Québec organizzò un'esposizione dedicata a Jean Benoît e Mimi Parent.
Nonostante il passare degli anni Jean non smise mai di essere attivo e di produrre opere d'arte, lavorando quotidianamente fino all'ultimo giorno di vita. Sopravvisse alla moglie, scomparsa nel 2005, di cui custodì le ceneri. Al momento della morte di Benoît, avvenuta all'età di 88 anni, la famiglia dispose la dispersione delle ceneri di entrambi i coniugi presso il castello di Lacoste, nella proprietà del Marchese de Sade in Provenza.

## L'arte di Benoît
André Breton considerava Jean Benoît un grande artista e lo lodò in varie occasioni. L'incontro con Breton fu del resto decisivo per Benoît stesso.
Né propriamente pittore né scultore, Jean Benoît creò una serie di oggetti, simbolici e mistici, con cui espresse la propria visione del mondo.  In particolare produsse oggetti a carattere erotico, dal momento che considerava il desiderio come unica legge. Fu autore fra l'altro di gioielli, penne, disegni di vulcani, rilegature incrostate di teschi e scheletri, effigi di demoni e manoscritti che egli stesso leggeva indossando costumi da re.
Di frequente Benoît si lasciava influenzare dalle culture primitive, in particolare l'arte oceanica, che aveva studiato a partire dagli anni sessanta. Fu anche autore di costumi destinati a personaggi oscuri, grotteschi. I costumi stessi riproducevano forme miste di animali e di esseri meccanici, che davano l'impressione di costituire mezzi di tortura per chi li indossava. Nel suo Surrealismo e la pittura, Breton definì la Exécution du testament du marquis de Sade come un ritratto del marchese de Sade eseguito mettendosi da parte, in modo da coglierne la completa espressione, e contemporaneamente ricreato da Benoît in tutta la sua potenza.

## Alcune opere
- Exécution du testament du marquis de Sade, 1950, scultura e installazione.[14]
- L'Art si difficile d'être sincère sans être ridicule, 1964
- Le Bouledogue de Maldoror, 1965[15]
- Le Nécrophile, 1965[16]
- L'Antiquité fin du XX siècle, 1965
- Théorie de perversité, 1991-92